# Stand Up for Love
«Stand Up for Love» — сингл американской группы Destiny's Child из альбома #1's. «Stand Up for Love» написана Эми и Дэвидом Фостером, сингл был выпущен на лейбле Columbia Records в 2005 году. Песня была выбрана в качестве гимна Всемирного дня ребёнка.

## Форматы и remix
- «Stand Up For Love» (Single Edit)
- «Stand Up For Love» (Instrumental)
- «Stand Up For Love» (Acapella)
- «Stand Up For Love» (Junior’s Roxy Remix)
- «Stand Up For Love» (Junior Vasquez Roxy Anthem Remix)
- «Stand Up For Love» (Junior Vasquez Roxy Dub Mix)
- «Stand Up For Love» (Maurice Joshua Nu Anthem Mix)
- «Stand Up For Love» (Maurice Joshua Nu Soul Mix)

## Чарты
| Чарты (2005r.)                | Пик Позиция |
| ----------------------------- | ----------- |
| Japanese J-Wave Tokio Hot 100 | 1           |